# Planica, Rače-Fram
Planica este o localitate din comuna Rače - Fram, Slovenia, cu o populație de 135 de locuitori.